# Port Ellen (Schottland)
Port Ellen, schottisch-gälisch: Port Ilein oder Port Ìlein (ursprünglich Leòdamas), ist der größte Ort auf Islay. Er gehört zur Council Area Argyll and Bute und lag in der traditionellen schottischen Grafschaft Argyll. Er hat 810 Einwohner (Stand 2016). Port Ellen wurde 1821 von Walter Frederick Campbell gegründet, der den Ort nach dem Vornamen seiner Frau benannte. Die Siedlung umschließt die Bucht Loch Leòdamais, einen natürlichen Hafen. Campbell zeichnet auch für den Bau des Port-Ellen-Leuchtturms verantwortlich, der auf der gegenüberliegenden Seite der Bucht auf der Halbinsel Oa südlich von Kilnaughton Bay stehend die Einfahrt in den Hafen markiert. In der Stadt Port Ellen sind mehrere historische Siedlungen aufgegangen. Hierzu zählt die Siedlung Tighcargman, die im Norden gelegen war.
In Port Ellen befindet sich ein Fährhafen, der vor allem von der Gesellschaft Caledonian MacBrayne angelaufen wird und Islay mit dem schottischen Festland auf der Halbinsel Kintyre verbindet. Neben Port Askaig ist es der einzige Hafen der Insel, der regelmäßig bedient wird. Mit Unterbrechungen produzierte zwischen 1885 und 1983 die nördlich der Stadt gelegene Whiskybrennerei Port Ellen in der Stadt. Noch heute befindet sich dort eine große Mälzerei. 2017 wurde von der Eigentümerfirma Diageo angekündigt, dass die Brennerei wieder aufgebaut werden soll, voraussichtlich. 2022 wird es zum ersten Brand kommen.
In Port Ellen wurde am 12. April 1946 der ehemalige britische Verteidigungsminister George Robertson geboren.
Der Menhir von Port Ellen steht östlich von Port Ellen.

## Persönlichkeiten
- Albert Hodge (1875–1917), Bildhauer